# Hauptstraße 65 (Much)
Das Fachwerkhaus Hauptstraße 65 in Much im Rhein-Sieg-Kreis beherbergte seit dem Jahr 1830 die Hirsch-Apotheke. Mit einer zusätzlichen Briefsammelstelle wurde hier Verkehrsgeschichte geschrieben.

## Beginn

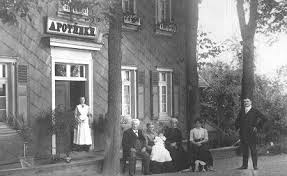
Hirsch-Apotheke 1911

Im März 1830 erhielt der aus Lünen stammende Apotheker Johannes Heinrich Weinhold Schulz (1801–1880) die Konzession, eine Apotheke in der Gemeinde Much einzurichten. Mit Hilfe seines Bruders Johann Thomas Friedrich Schulz (1790–1870), evangelischer Pastor im benachbarten Seelscheid eröffnete er in der Hauptstraße 3 (heute Nummer 65) die Apotheke zum 2. Februar 1831. Much zählte seinerzeit 174 überwiegend katholische Einwohner. Apotheker Schulz und der Arzt und Geburtshelfer August Friedrich Lingke (1786–1860) waren die einzigen Protestanten.

## Briefsammelstelle und Botenpost
Im Oktober 1832 richtete Schulz in den Räumen der Apotheke zusätzlich die erste Mucher Briefsammelstelle ein, eine Vorläuferin der heutigen Postagentur. Der Auftrag dazu kam vom Generalpostamt in Berlin. Der Lohn betrug 12 Taler jährlich. Postexpediteur Imhoff aus Siegburg vereidigte den Apotheker für diese Aufgabe.
Zuvor mussten die Mucher Bürger ihre Pakete oder Briefe noch selbst in Siegburg abliefern oder abholen. Später existierte für drei Jahre eine sogenannte Botenpost, für die ein Postbote jeden Sonntag und Donnerstag die Strecke Siegburg – Waldbröl ablaufen musste. Er benötigte für die Strecke von fünf Meilen neun Stunden. Seit 1832 gab Apotheker Schulz die von ihm angenommenen Sendungen einmal im Monat über diese Botenpost nach Siegburg weiter, bekam sie ebenso zurück, und die Bürger konnten ihre Post bei ihm einliefern oder abholen.
1835 wurde die Botenpost aufgegeben. Schulz wurde verpflichtet, dreimal wöchentlich einen eigenen Boten nach Overath zu schicken. Für die zusätzliche Aufgabe bekam der Apotheker jährlich 35 Taler. Ein offizieller Briefträger wurde erst 1839 eingestellt.
1836 verließ Schulz Much, um eine Apotheke in Eitorf zu übernehmen. Die Briefsammelstelle wurde in eine Postexpedition umgewandelt und aus der Apotheke ausgelagert.

## Nur noch Apotheke

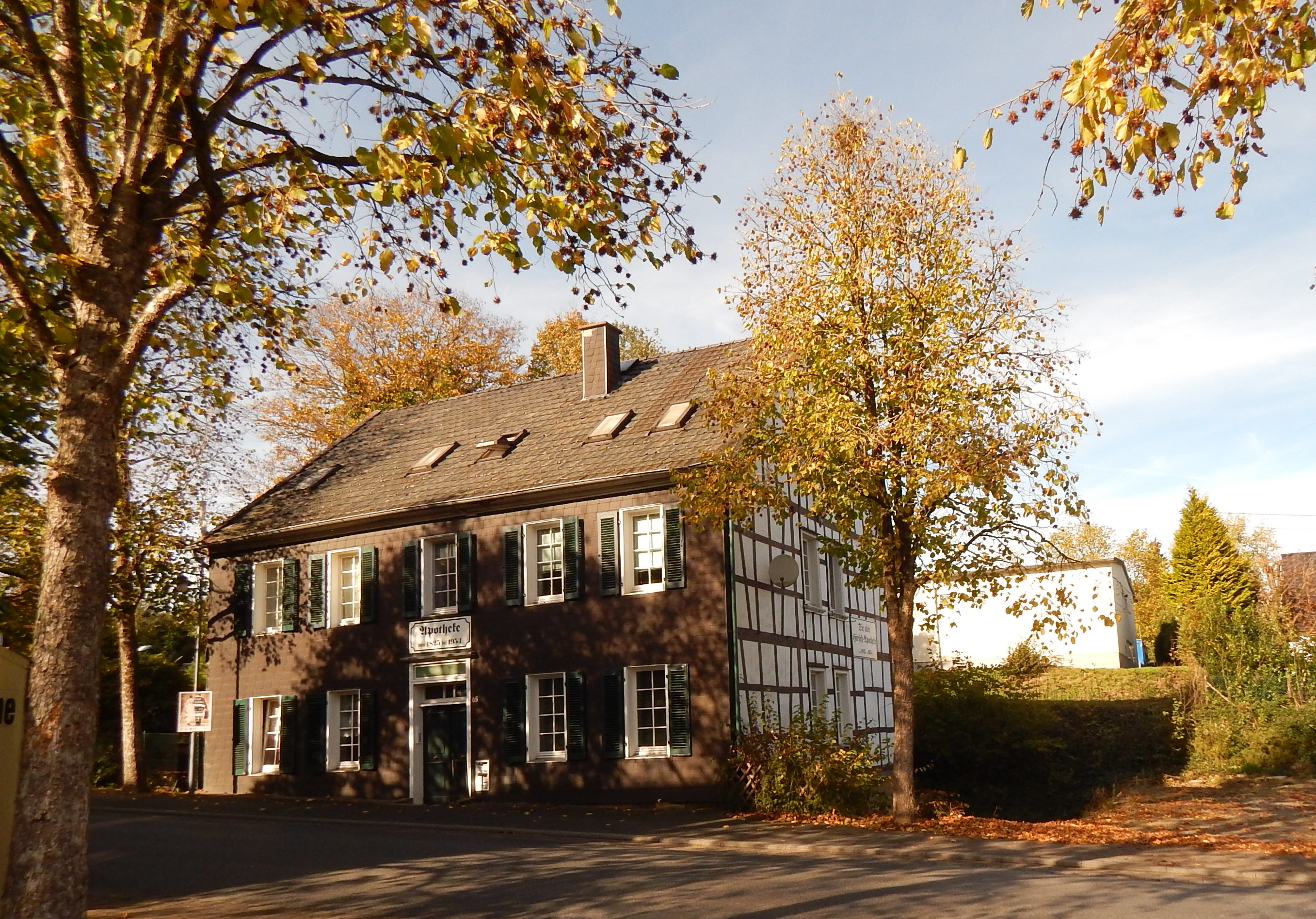
Früher Apotheke – heute Wohnhaus

In den kommenden Jahren wechselte die Hirsch-Apotheke mehrfach den Besitzer. Bekannt wurde vor allem Apotheker Becker als Gründer des örtlichen Verschönerungsvereins. Ohne Erfolg stritt er von 1899 und 1911 für die Errichtung einer Eisenbahnlinie von Siegburg nach Much.